# La Conquête de Constantinople
La Conquête de Constantinople (Zdobycie Konstantynopola) – kronika napisana w języku starofrancuskiego autorstwa Gotfryda z Villehardouin około 1208 roku. 
Jest to główne zachodnie źródło do dziejów czwartej krucjaty. Autor odegrał w tej krucjacie ważną rolę. Dzieło jest oparte prawdopodobnie na robionych na gorąco zapiskach. La Conquête de Constantinople oddaje rzetelny obraz wydarzeń, których autor był naocznym świadkiem.

## Polskie przekłady
- Geoffroi Villehardouin, Zdobycie Konstantynopola (fragm.) [w:] Teksty źródłowe do nauki historii w szkole średniej, z. 17: Europa w czasie wypraw krzyżowych, opr. W. Semkowicz, Kraków 1925.
- Geoffroi Villehardouin, Zdobycie Konstantynopola (fragm.), przeł. W. Semkowicz [w:] Wielka literatura powszechna, Trzaska, Everta, Michalskiego, Antologia, t.5, Warszawa 1938, s. 796-797.
- Geoffroi Villehardouin, Zdobycie Konstantynopola (fragm.) [w:] Teksty źródłowe do historii powszechnej wieków średnich, cz.1, oprac. J. Garbacik, K. Pieradzka, Kraków 1951, s. 89-94.
- Geoffroi Villehardouin, Zdobycie Konstantynopola (fragm.) [w:] Teksty źródłowe do nauki historii w szkole, nr 6: Rozwój dążeń uniwersalistycznych, walka papiestwa z cesarstwem i wojny krzyżowe, oprac. J. Żuławiński, Warszawa 1959, s. 37-41.
- Geoffroi Villehardouin, Zdobycie Konstantynopola (fragm.) [w:] Kraje i kultury śródziemnomorskie, przeł. i oprac. J. Hauziński, t. 1: Średniowiecze powszechne od VI do połowy XV wieku, pod red. G. Labudy, Poznań 1990, s. 138-142.
- Geoffroy de Villehardouin, Zdobycie Konstantynopola, Z języka starofrancuskiego przetłumaczył, wstępem i komentarzem opatrzył Zdzisław Pentek, Poznań 2003.